# 遠いところへ行くのでしょう/ラブストーリーは始まらない
「遠いところへ行くのでしょう/ラブストーリーは始まらない」（とおいところへいくのでしょう/ラブストーリーははじまらない）は、Bitter & Sweetの5枚目のシングル。2019年3月27日にアップフロントワークス（PICCOLO TOWNレーベル）から発売された。

## 概要
- 2018年12月31日に行われた「Bitter & Sweet 結成記念日ライブ2018」にて発売決定が発表された[2][3]。

## 収録曲
1. 遠いところへ行くのでしょう
作詞・作曲：星部ショウ、編曲：菊谷知樹
2. ラブストーリーは始まらない
作詞・作曲：ヒロキ(リリィ、さよなら。)、編曲：鈴木Daichi秀行
3. 遠いところへ行くのでしょう（Instrumental）
4. ラブストーリーは始まらない（Instrumental）

## タイアップ
- ラブストーリーは始まらない - TBS系『ひるおび!』2019年4月度エンディングテーマ[4]